# Партньорски маркетинг
Партньорски маркетинг (на английски: affiliate marketing) e канал за общуване и провеждане на маркетингови действия; взаимоотношение между издател и рекламодател. Той се основава на промотирането на продукти или услуги на конкретна марка от субект срещу определена печалба, произтичаща от конкретно действие, извършено от получателя спрямо дадена компания. Понастоящем в този бизнес модел ключовите източници на трафик обхващат: аудиторията в интернет, реклама и социални медии. [неблагонадежден източник]

През последните няколко години съдържанието, създадено от афилиейт издателите, е нараснало със 175%, а генерираните от тях печалби са се увеличили с 240%. Маркетингът чрез съдържание носи три пъти повече потенциални клиенти отколкото традиционната онлайн реклама и струва 62% по-малко. 
Към юни 2021 афилиейт маркетингът е един от най-динамично развиващите се маркетингови канали. Този пазар расте с около 10 процента годишно. 
През 2021 г. световният афилиейт пазар достигна 12 милиарда долара.  Очаква се годишните разходи за афилиейт маркетинг да достигнат 8,2 милиарда долара през следващите две години. 

## Субекти
Издател – субект, който промотира услуги и продукти на даден рекламодател и получава печалба.
Рекламодател – собственик на продукти или услуги, промотирани от даден издател.
Афилиейт мрежа – субект, който посредничи между даден издател и даден рекламодател.
Рекламодателят иска да достигне със своя продукт или услуга до възможно най-широк кръг от получатели. За тази цел му помага издателят, тоест лице, което може да е всеки интернет потребител посредством регистрация в дадена афилиейт мрежа. Издателят промотира продуктите или услугите на даден рекламодател, най-често в интернет, с помощта на афилиейт линкове. Всяко кликване върху този линк и изпълнение на конкретно действие от страна на клиента означава приходи за издателя под формата на комисионна.

## Афилиейт мрежа
Афилиейт мрежите съсредоточават предложения за партньорски програми на марки, които искат да промотират своите продукти или услуги чрез афилиейт маркетинг. Те предоставят на своите потребители и полезни инструменти в областта на SEO, имейл маркетинг и създаване на рекламни банери. Афилиейт мрежите също така посредничат в областта на финансовите аспекти на афилиейт маркетинга и заплащат на издателите определени комисионни.
Популярни афилиейт мрежи в България са: MyLead Архив на оригинала от 2022-03-09 в Wayback Machine. и Profitshare.

## Ползи
Афилиейт маркетингът е от полза за всички страни – рекламодатели, издатели и афилиейт мрежата.
Ползи за издателите
- възможност за печелене на пари чрез промотиране на продукти и услуги онлайн,
- дистанционна работа без фиксирано работно време,
- надеждно измерване на конверсията и възможност за увеличаване на приходите чрез систематична работа и учене,
- без необходимост от инвестиция при започване.

Ползи за рекламодателите
- достигане до нови целеви групи,
- разпространение на продукти/услуги,
- увеличаване на продажбите,
- получаване на данни за потенциалните клиенти,
- ръст на разпознаваемостта на марката.

## Методи за компенсация

###### Преобладаващи методи за компенсация
Има основни типа схеми за плащане, които обикновено се приемат от съвременните партньорски платформи:
- Revenue-Share Този модел на плащане е печеливш и за двете страни, тъй като филиалът получава доход през целия живот и те също са силно подканени да внесат повече трафик към уебсайта, което е от полза;
- Cost per action (CPA) Моделът на цена на действие предполага, че комисионната се печели от партньорската платформа всеки път, когато играчът предприема определено действие. Това трябва да бъде действие като завършване на регистрацията, гледане на видео с урок или игра на определен слот или казино игра на маса. Към момента този модел се използва най-често от партньорските програми на онлайн казино.[6]